# Pontus Carle
 (février 2012).
Si vous disposez d'ouvrages ou d'articles de référence ou si vous connaissez des sites web de qualité traitant du thème abordé ici, merci de compléter l'article en donnant les références utiles à sa vérifiabilité et en les liant à la section « Notes et références ».
Pontus Carle est un artiste plasticien né à Lund en Suède en 1955.

## Biographie
Pontus Carle arrive en France avec sa famille à l’âge de quatre ans et grandit à Paris.
Entre 1973 et 1976, il apprend la gravure à l’Académie Goetz à Paris et poursuit ses études aux Beaux-Arts de Paris, lithographie et peinture. Il part pendant une année en Suède pour perfectionner sa technique de gravure et de lithographie (Forum, Malmö). Il vit à New York de 1980 à 1989, où il commence à exposer à partir de 1985.
Depuis 1991, Pontus Carle vit entre Paris et Berlin. Il expose régulièrement en Europe et aux États-Unis, et il est représenté dans nombreuses collections officielles et particulières en Europe et aux États-Unis.

## Expositions
- American Scandinavian Foundation, New York, 1983
- Opus Art Studios, Miami, 1985
- Now Gallery, New York, 1986
- Barbara Braathen et Leo Castelli, New York, (groupe), 1987
- Galleri Futura, Stockholm , 1988
- Galerie Marc Espinosa, Paris, 1991
- Ljungby Konsthall, Ljungby, Suède, 1992
- Galerie Vitoux-Zylberman, Paris, 1993
- Galerie Auf Zeit, Berlin, 1993
- Kunstverein Herzattacke, Berlin, 1994
- Musée de Montélimar, Montélimar, France, 1994
- Galerie Area, Paris, France, (groupe), 1995
- Kunstverein Wismar, Wismar, Allemagne, 1997
- Galerie Auf Zeit, Berlin, 1997
- Galerie Mabel Semmler, Paris, 1998
- Haus Am Lützowplatz, Berlin, 1998
- Konsthallen i Hishult, Hishult, Suède, 1999
- Die Alster Villa, Hambourg, 1999
- Galerie Mabel Semmler, Paris, 2000
- Galleri Svenska Bilder, Stockholm, 2001
- Galleri Astley, Uttersberg, Suède, 2001
- Nordiska Ministerrådet, Copenhague, Danemark, 2002
- Stadtmuseum Jena, Iéna, Allemagne, 2002
- Stadtmuseum Speyer, Speyer, Allemagne, 2003
- Galleri Remi, Östersund, Suède, 2003
- Galleri Sander, Norrköping, Suède, 2004
- Galleri Futura, Stockholm, 2005
- Konsthallen I Pumphuset, Landskrona, Suède, 2006
- Galleri Astley, Uttersberg, Suède, 2006
- Ronneby Konsthall, Ronneby, Suède, 2007
- Sörmlands Museum och Konsthall, Nyköping, Suède, 2007
- Match Artspace, New York, 200
- Galleri Lindqvist, Arkelstorp, Suède, 2009
- Galleri Sander, Norrköping, Suède, 2009
- Grafiska Sällskapet, Stockholm, Suède, 2010
- Galerie Charlot, Paris, France, 2010
- Grafik i Väst, Gothenburg, Suède, 2011
- Galerie Charlot, Paris, France, 2012
- Karlskrona Konsthall, Karlskrona, Suède, 2012
- Karlsruhe Artfair, Karlsruhe, Allemagne, 2012
- Galleri Jan Wallmark, Stockholm, Suède, 2012
- GALERIE BORN, Berlin, Allemagne, 2018[2]

## Collections (sélection)
- Landesbibliothek, Berlin, Allemagne
- Sammlungen der Berlinischen Galerie, Berlin, Allemagne
- Sammlung der Robert Havemann Gesellschaft Gedenkebibliothek, Berlin, Allemagne
- Staatlische Museen, Stiftung
- Preussischer Kulturbesitz, Kupferstichkabinett SMPKKunstbibliothek, Berlin, Allemagne
- Public Library, Boston, MA, USA
- Museum Schloss Burgk, Burgk, Saale, Allemagne
- Harvard University, Cambridge, MA, USA
- Musée Bertrand, Châteauroux, France
- Brandenburgische Kunstsammlung, Cottbus, Allemagne
- Meermano- Westreenanum Rijkmuseum, La Haye, Pays-Bas
- Säschsische Landesbibliothek, Staats und Universitätsbibliothek, Dresde, Allemagne
- Staatlische Kunstsammlung, Kupferstichkabinett, Dresde, Allemagne
- Deutsche Bibliothek, Francfort-sur-le-Main, Allemagne
- Stadt und Universitätsbibliothek, Francfort-sur-le-Main, Allemagne
- Staatsbibliothek “Carl von Ossietzky”, Hambourg, Allemagne
- Kunst und Museumsbibliothek, Cologne, Allemagne
- Deutsche Bücherei, Buch und Schriftmuseum, Leipzig, Allemagne
- Ljungby Konsthall, Ljungby, Suède
- Schiller Nationalmuseum, Deutsches Litteraturarchiv, Marbach, Allemagne
- Lunds Universitetsbibliotek, Lund, Suède
- Bayerische Staatsbibliothek, Munich, Allemagne
- Lyrik Kabinett, Munich, Allemagne
- Public Library, Newark, NJ, USA
- American Scandinavian Foundation, New York, NY, USA
- Chase Manhattan Bank, New York, NY, USA
- Université Columbia, Special Collection, New York, NY, USA
- Public Library, Spencer Collection, New York, NY, USA
- Germanisches Nationalmuseum, Nuremberg, Allemagne
- Nürnberg Institut für Moderne Kunst, Nuremberg, Allemagne
- Musée de Klingspor, Offenbach, Allemagne
- BNF, Bibliothèque nationale, Paris, France
- Bayern Stadtsparkasse, Pfaffenhofen, Allemagne
- Landesbibliothek Mecklenburg Vorpommern, Schwerin, Allemagne
- Université Brown, John Hay Library, Providence, Rhode Island, USA
- Université Stanford, Stanford, CA, USA
- Würtembergische Landesbibliothek, Stuttgart, Allemagne
- Kungliga Biblioteket, Stockholm, Suède
- Hochschule für angewandte Kunst, Wismar, Allemagne
- Kulturamt, Wismar, Allemagne
- Herzog August Bibliothek, Wolfenbüttel, Allemagne
- Museum für Gestaltung, Zurich, Suisse
- Lilly University, Indiana, USA

## Publications
- 2012 - Pontus Carle. On my mind. Editions Galerie Charlot